# Ypthima khasia
Ypthima khasia är en fjärilsart som beskrevs av John Nevill Eliot 1967. Ypthima khasia ingår i släktet Ypthima och familjen praktfjärilar. Inga underarter finns listade i Catalogue of Life.